# Clavularia margaritferae
Clavularia margaritferae is een zachte koraalsoort uit de familie Clavulariidae. De koraalsoort komt uit het geslacht Clavularia. Clavularia margaritferae werd in 1905 voor het eerst wetenschappelijk beschreven door Thomson & Henderson. 